# Concertina (geslacht)
Concertina is een monotypisch mosdiertjesgeslacht uit de familie van de Calloporidae en de orde Cheilostomatida. De wetenschappelijke naam ervan is in 1986 voor het eerst geldig gepubliceerd door Gordon.

## Soort
- Concertina cultrata Gordon, 1986